# 17615 Takeomasaru
17615 Takeomasaru este un asteroid din centura principală de asteroizi.

## Descriere
17615 Takeomasaru este un asteroid din centura principală de asteroizi. A fost descoperit pe 30 octombrie 1995 la Kitami de Kin Endate și Kazuro Watanabe. Asteroidul prezintă o orbită caracterizată de o semiaxă mare de 3,10 ua, o excentricitate de 0,19 și o înclinație de 9,0° în raport cu ecliptica.